# Marius Gottlieb
Pour les articles homonymes, voir Gottlieb.
Marius Gottlieb, né le 29 mai 1989 à Amsterdam, est un acteur néerlandais.

## Filmographie
- 1997 : Karakter : Jacob 6 jaar[2]
- 2002 : Moonlight (en) de Paula van der Oest[3]
- 2004 : Erik of het klein insectenboek (nl) : Papilio
- 2005 : Bruno en Violet : Tweeling
- 2006 : Don de Arend Steenbergen : Milos[4]
- 2008 : Radeloos : Paco
- 2008 : Doorbraak : Tommy Groothart
- 2009 : SpangaS op Survival (nl) : Tobias van Hamel
- 2012 : Vroeger was het anders
- 2013 : Loving Ibiza (nl) de Johan Nijenhuis[5]
- 2015 : StukTV (nl) : kok tijdens rollercoaster meal

### Télévision
- 2007-2011 : SpangaS : Tobias van Hamel